# Bonnes feuilles
 (février 2023).
Si vous disposez d'ouvrages ou d'articles de référence ou si vous connaissez des sites web de qualité traitant du thème abordé ici, merci de compléter l'article en donnant les références utiles à sa vérifiabilité et en les liant à la section « Notes et références ».
Dans le domaine de l'édition, les bonnes feuilles (référence aux feuilles d'un livre) sont un extrait d'un livre récemment publié ou sur le point de l'être, que le service de presse de la maison d'édition fournit à un ou plusieurs titres de presse écrite pour le reproduire, à des fins promotionnelles.
Elles s'apparentent aux exemplaires anticipés, qui ne sont pas des extraits mais des copies intégrales, envoyés aux critiques et aux revendeurs.